# Харлан (окръг, Небраска)
Вижте пояснителната страница за други значения на Харлан.
Окръг Харлан (на английски: Harlan County) е окръг в щата Небраска, Съединени американски щати. Площта му е 1487 km², а населението – 3786 души (2000). Административен център е град Алма.